# 武蔵大和駅
武蔵大和駅（むさしやまとえき）は、東京都東村山市廻田町三丁目にある、西武鉄道多摩湖線の駅。駅番号はST06。

## 歴史
多摩湖線の前身である多摩湖鉄道は、1928年（昭和3年）4月に国分寺 - 萩山間を開通させたのち、引き続き未開業区間であった萩山 - 村山貯水池間の建設を進めた。しかし、村山貯水池駅予定地点付近における旧西武鉄道村山線（現・西武新宿線および西武園線）の延伸区間である通称「箱根ヶ崎線」との交差部分の調整が折り合わず、やむなく予定地より萩山方1.3km、現在の回田信号場付近に村山貯水池駅（仮）を建設し、1930年（昭和5年）1月に開業した。

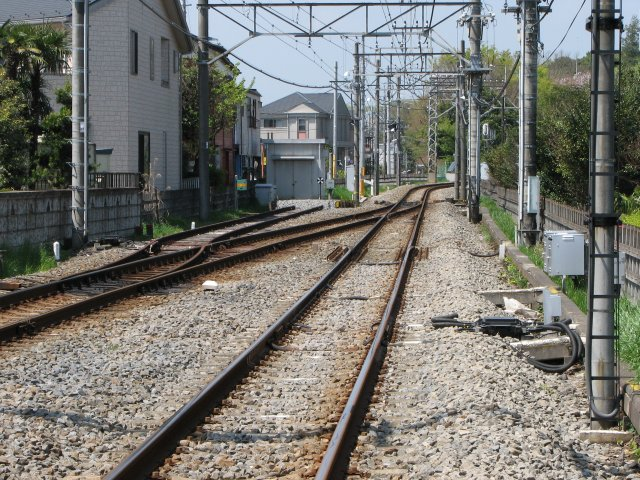
回田信号場の武蔵大和寄り。村山貯水池駅（仮）は上下線の合流地点を越えた付近に所在した（2007年4月）

その後、同交差部分の調整が完了したことを受け、村山貯水池駅（仮）より0.9km延伸した地点に本設の「村山貯水池駅（初代）」を建設し、1936年（昭和11年）12月に多摩湖線の全線が開通した。同時に村山貯水池駅（仮）については、延伸に際して新設された箱根ヶ崎架道橋の北側に駅を移設の上、武蔵大和駅と改称されている。「大和」の名は、開業時の存在地・北多摩郡大和村（現・東大和市）より取ったもので、これに旧国名である武蔵国の「武蔵」を組み合わせたものである。移設後の当駅は有効長40mの相対式ホーム2面を有する列車交換可能駅となり、終点である村山貯水池駅（初代）が1面1線構造であったことから、列車交換は常時当駅で行われた。
架線電圧600V当時の多摩湖線はモハ101形電車など車体長12m級の小型車によって運行され、編成両数も2 - 3両編成であったことから40mのホーム有効長で十分対応可能であったが、1958年（昭和33年）9月の架線電圧1,500V昇圧に伴って新宿線との直通運転が開始され、311系電車など車体長17m級の車両が入線するようになるとホーム延伸の必要が生じた。しかし、当駅はホーム前後にカーブが存在し、さらに八坂方には箱根ヶ崎架道橋が存在するという立地の制約があったことから、相対式ホーム2面のうち駅舎側の本線ホームのみを有効長80mに延長し、反対側の副本線ホームについてはホーム・線路有効長とも40mのままとする形で17m車4両編成の入線を可能とした。当然のことながら17m車4両編成同士の列車交換は不可能であり、17m車4両編成の列車の交換相手は17m車2両編成の列車に限定された。また、立地の制約から本線ホーム中途に副本線への分岐器を設置せざるを得ず、列車交換時においては2両編成の列車を副本線側に先着させ、本線側に後着した4両編成の列車を先に発車させる形での運用を常時強いられた。
この状態はダイヤ乱れ時などにおける運行に際して著しく難を来たすことから、当駅については副本線を撤去し1線構造とした上で、多摩湖駅（村山貯水池駅（初代）→狭山公園前駅を1951年9月改称）を移設の上で2線構造化し、さらに当駅 - 八坂間に回田信号場を新設して代替の列車交換施設を確保する改良工事が実施され、1961年（昭和36年）9月に竣工した。この結果、前述のような運用上の制約は解消され、輸送力増強ならびにダイヤ編成上の自由度拡大に寄与した。

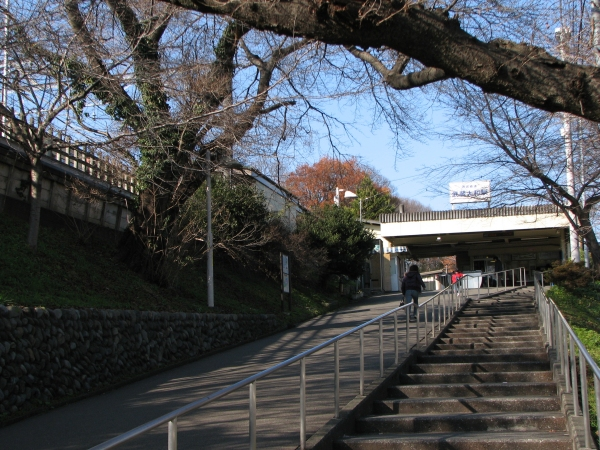
駅舎へのアプローチ（2010年まで）

その他、2010年（平成22年）8月からバリアフリー対応工事が施工された。駅舎を八坂方に移転の上、公道と駅舎を直結するエレベーターや多機能トイレを新設し、2011年（平成23年）3月に竣工した。

### 年表
- 1930年（昭和05年）01月23日 - 多摩湖鉄道多摩湖線の村山貯水池駅（仮）として開業。
- 1936年（昭和11年）12月30日 - 現在位置に移転し、武蔵大和駅と改称。
- 1940年（昭和16年）03月12日 - 武蔵野鉄道が多摩湖鉄道を吸収合併し、武蔵野鉄道多摩湖線の駅となる。
- 1945年（昭和20年）09月22日 - 武蔵野鉄道が（旧）西武鉄道を吸収合併し、（現）西武鉄道成立[注釈 3]。西武鉄道多摩湖線の駅となる。
- 1961年（昭和36年）09月20日 - 駅改修工事完了。1面1線構造化。
- 1996年（平成08年） - ホームの8両編成対応工事完了。
- 2005年（平成17年） - 女性専用車両導入に伴い列車の停車位置を萩山方へ約10m移設。
- 2011年（平成23年）03月19日 - バリアフリー対応のため駅舎改築、エレベーター・多機能トイレ新設。

## 駅構造
単式ホーム1面1線を有する、築堤上に設けられている地上駅である。開業当初は相対式ホーム2面2線を有する列車交換可能駅であったが、後年の長編成化に伴う施設改良工事によって、駅舎側のホームのみを残して1面1線構造化され、当駅における列車交換は不可能となった。
当駅のホーム有効長は4両編成が上限であった時代が長く、そのため6両編成以上で運行される新宿線直通の優等列車は当駅を通過していたが、1996年（平成8年）に西武遊園地（当時）方へホームを延伸し、最大8両編成の停車が可能となったことに伴って多摩湖線における全旅客列車が当駅に停車するようになった。

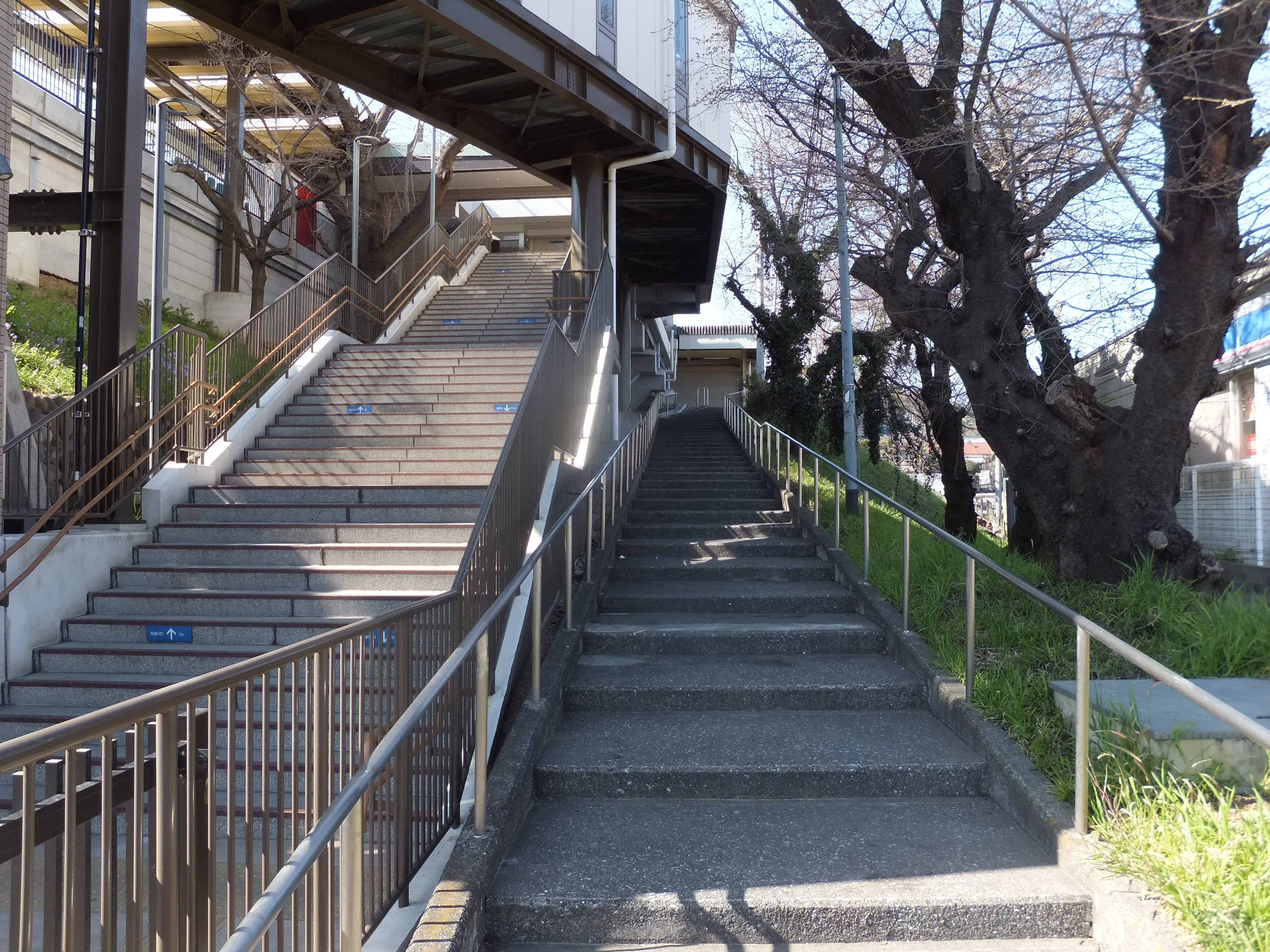
バリアフリー工事後残る旧通路（2016年3月）
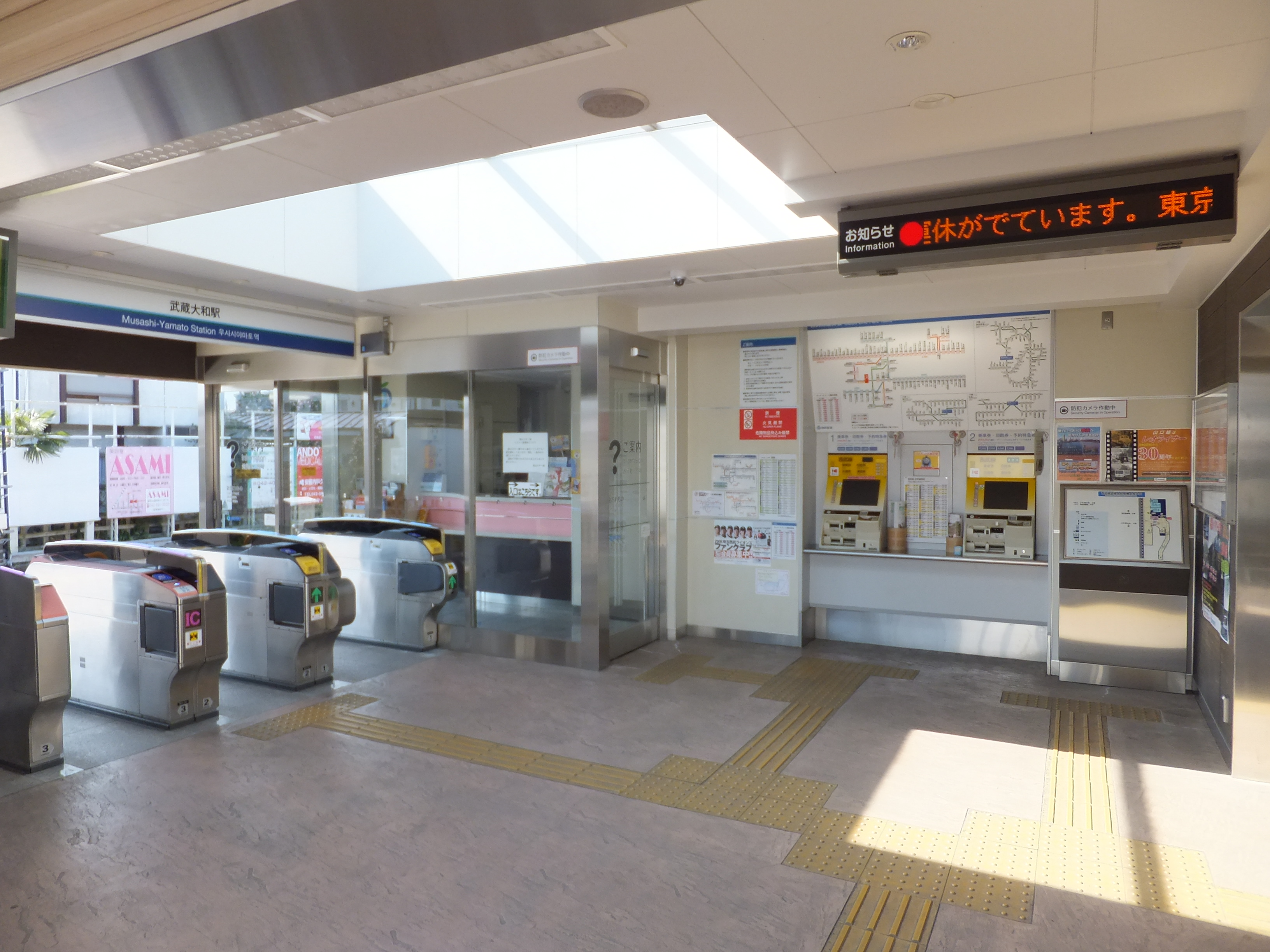
改札口（2016年3月）
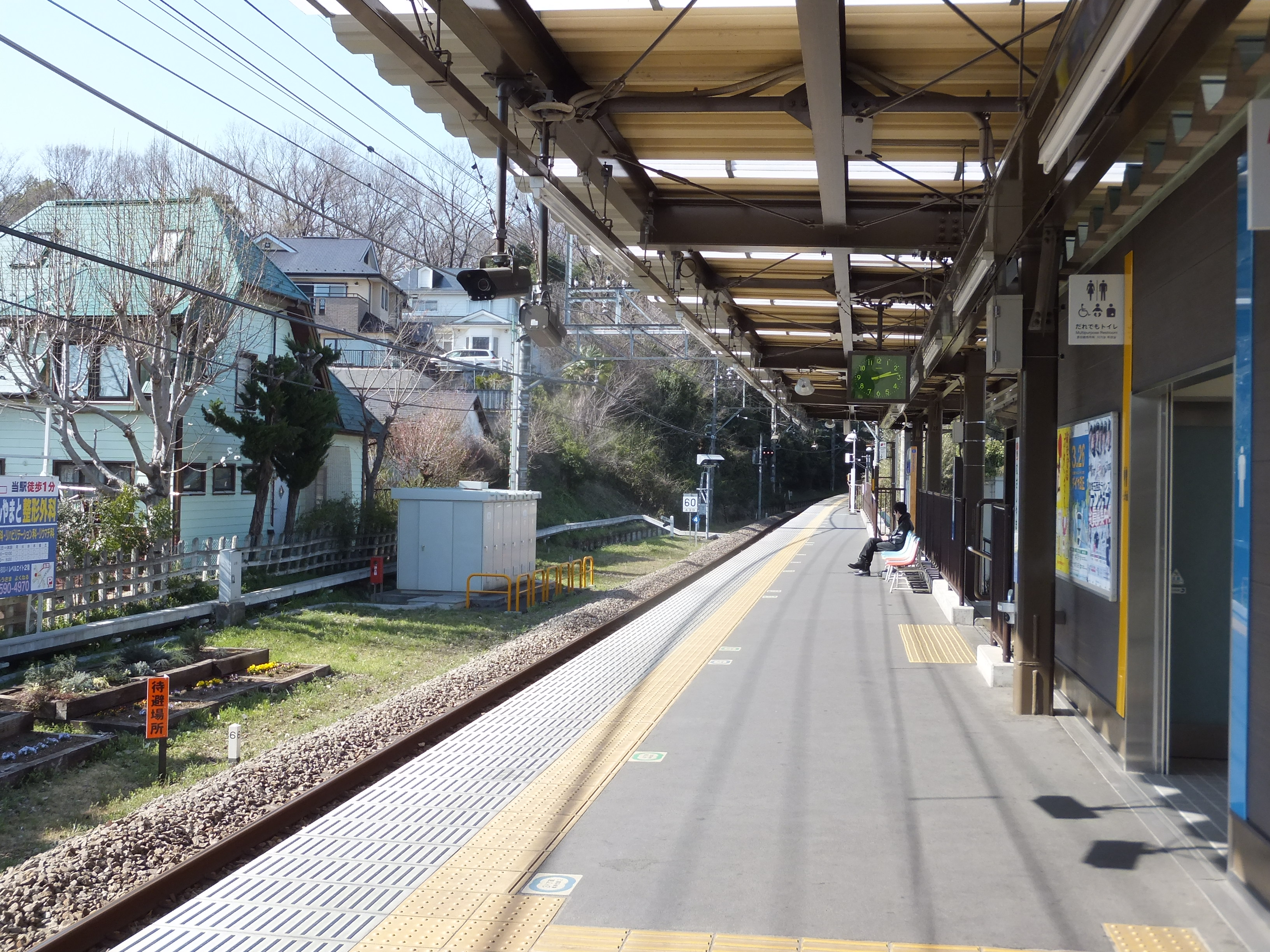
ホームから見た多摩湖駅（撮影当時は西武遊園地駅）方面（2016年3月）

### のりば
| ホーム | 路線     | 方向 | 行先                             |
| ------ | -------- | ---- | -------------------------------- |
| 1      | 多摩湖線 | 上り | 萩山・国分寺・小平・西武新宿方面 |
| 1      | 多摩湖線 | 下り | 多摩湖ゆき                       |

- 単式ホームの駅であるが、駅掲示時刻表掲出欄では1番ホームとして扱われている。
- 2022年3月12日実施のダイヤ改正で、小平・西武新宿方面の定期列車は平日ダイヤの朝に上下1本運転されるのみとなり、臨時列車としてイベント時などで残る不定期列車を除いては原則萩山発着列車と国分寺発着列車のみとなった。このため、上記の列車以外で当駅から小平・西武新宿方面へ向かう場合は、必ず萩山駅での乗り換えを要する。

## 駅周辺

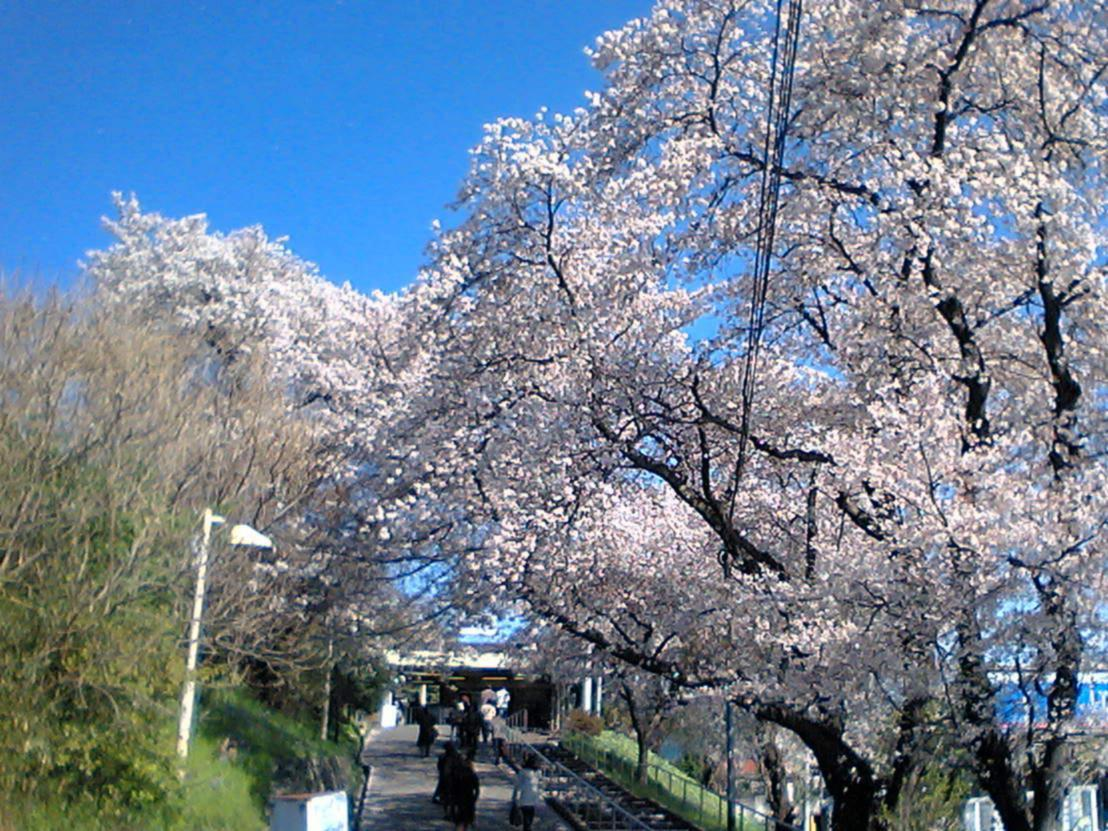
春の武蔵大和駅（2007年4月）

萩山駅付近から多摩湖線と並行する自転車専用道路・東京都道253号保谷狭山自然公園自転車道線（多摩湖自転車歩行者道）が当駅の西方に所在するほか、当駅の南方（八坂方）においては東京都道128号東村山東大和線と直角に交差し、築堤上に位置する多摩湖線側に箱根ヶ崎架道橋が架橋されている。
駅の西方は東京都立狭山自然公園の南端に隣接しており、東京都水道局管轄の村山貯水池（多摩湖）をはじめとした観光スポットの玄関口ともなっている。多摩湖周辺は公園内の至る場所にソメイヨシノ・ヤマザクラなど桜の木が数多く植樹されており、桜の満開を迎える時期には多くの観光客で賑わいを見せる。なお、当駅入口付近のスロープ部分にもソメイヨシノが植樹されている。

## 利用状況
2024年度の1日平均乗降人員は7,452人であり、西武鉄道全92駅中72位。
近年の1日平均乗降・乗車人員の推移は下記の通りである。
| 年度               | 1日平均 乗降人員 | 1日平均 乗車人員 | 出典     |
| ------------------ | ---------------- | ---------------- | -------- |
| 1956年（昭和31年） |                  | 992              | [ * 1 ]  |
| 1957年（昭和32年） |                  | 1,096            | [ * 2 ]  |
| 1958年（昭和33年） |                  | 1,278            | [ * 3 ]  |
| 1959年（昭和34年） |                  | 1,396            | [ * 4 ]  |
| 1960年（昭和35年） |                  | 1,505            | [ * 5 ]  |
| 1961年（昭和36年） |                  | 1,711            | [ * 6 ]  |
| 1962年（昭和37年） |                  | 1,900            | [ * 7 ]  |
| 1963年（昭和38年） |                  | 2,015            | [ * 8 ]  |
| 1964年（昭和39年） |                  | 2,112            | [ * 9 ]  |
| 1965年（昭和40年） |                  | 2,283            | [ * 10 ] |
| 1966年（昭和41年） |                  | 2,357            | [ * 11 ] |
| 1967年（昭和42年） | 4,966            | 2,492            | [ * 12 ] |
| 1968年（昭和43年） | 5,339            | 2,707            | [ * 13 ] |
| 1969年（昭和44年） | 5,851            | 2,982            | [ * 14 ] |
| 1970年（昭和45年） | 6,231            | 3,172            | [ * 15 ] |
| 1971年（昭和46年） | 6,654            | 3,380            | [ * 16 ] |
| 1972年（昭和47年） | 6,838            | 3,453            | [ * 17 ] |
| 1973年（昭和48年） | 7,035            | 3,560            | [ * 18 ] |
| 1974年（昭和49年） | 7,140            | 3,607            | [ * 19 ] |
| 1975年（昭和50年） | 6,966            | 3,526            | [ * 20 ] |
| 1976年（昭和51年） | 6,756            | 3,426            | [ * 21 ] |
| 1977年（昭和52年） | 6,702            | 3,390            | [ * 22 ] |
| 1978年（昭和53年） | 6,886            | 3,505            | [ * 23 ] |
| 1979年（昭和54年） | 6,802            | 3,515            | [ * 24 ] |
| 1980年（昭和55年） | 6,801            | 3,510            | [ * 25 ] |
| 1981年（昭和56年） | 6,952            | 3,579            | [ * 26 ] |
| 1982年（昭和57年） | 6,943            | 3,573            | [ * 27 ] |
| 1983年（昭和58年） | 7,042            | 3,625            | [ * 28 ] |
| 1984年（昭和59年） | 7,079            | 3,633            | [ * 29 ] |
| 1985年（昭和60年） | 7,250            | 3,662            | [ * 30 ] |
| 1986年（昭和61年） | 7,331            | 3,680            | [ * 31 ] |
| 1987年（昭和62年） | 7,318            | 3,675            | [ * 32 ] |
| 1988年（昭和63年） | 7,467            | 3,737            | [ * 33 ] |
| 1989年（平成元年） | 7,572            | 3,782            | [ * 34 ] |
| 1990年（平成02年） | 7,801            | 3,903            | [ * 35 ] |
| 1991年（平成03年） | 8,061            | 4,028            | [ * 36 ] |
| 1992年（平成04年） | 8,125            | 4,072            | [ * 37 ] |
| 1993年（平成05年） | 8,109            | 4,063            | [ * 38 ] |
| 1994年（平成06年） | 8,096            | 4,043            | [ * 39 ] |
| 1995年（平成07年） | 7,808            | 3,922            | [ * 40 ] |
| 1996年（平成08年） | 7,871            | 3,924            | [ * 41 ] |
| 1997年（平成09年） | 7,811            | 3,873            | [ * 42 ] |
| 1998年（平成10年） | 7,774            | 3,838            | [ * 43 ] |
| 1999年（平成11年） | 7,664            | 3,777            | [ * 44 ] |
| 2000年（平成12年） | 7,560            | 3,732            | [ * 45 ] |
| 2001年（平成13年） | 7,563            | 3,728            | [ * 46 ] |
| 2002年（平成14年） | 7,430            | 3,669            | [ * 47 ] |
| 2003年（平成15年） | 7,582            | 3,763            | [ * 48 ] |
| 2004年（平成16年） | 7,550            | 3,746            | [ * 49 ] |
| 2005年（平成17年） | 7,608            | 3,793            | [ * 50 ] |
| 2006年（平成18年） | 7,569            | 3,771            | [ * 51 ] |
| 2007年（平成19年） | 7,632            | 3,829            | [ * 52 ] |
| 2008年（平成20年） | 7,691            | 3,860            | [ * 53 ] |
| 2009年（平成21年） | 7,510            | 3,769            | [ * 54 ] |
| 2010年（平成22年） | 7,176            | 3,639            | [ * 55 ] |
| 2011年（平成23年） | 7,183            | 3,603            | [ * 56 ] |
| 2012年（平成24年） | 7,200            | 3,636            | [ * 57 ] |
| 2013年（平成25年） | 7,238            | 3,680            | [ * 58 ] |
| 2014年（平成26年） | 7,205            | 3,663            | [ * 59 ] |
| 2015年（平成27年） | 7,441            | 3,778            | [ * 60 ] |
| 2016年（平成28年） | 7,410            | 3,759            | [ * 61 ] |
| 2017年（平成29年） | 7,529            | 3,821            | [ * 62 ] |
| 2018年（平成30年） | 7,428            | 3,762            | [ * 63 ] |
| 2019年（令和元年） | 7,389            | 3,738            | [ * 64 ] |
| 2020年（令和02年） | 5,609            |                  |          |
| 2021年（令和03年） | 6,108            |                  |          |
| 2022年（令和04年） | 6,825            |                  |          |
| 2023年（令和05年） | 7,151            |                  |          |
| 2024年（令和06年） | 7,452            |                  |          |

## バス路線
全路線、西武バスにより運行される。
「武蔵大和」停留所
- 立35・立35-1：東村山駅西口行き
- 立35：立川駅北口行き
- 東大和35：東大和市駅行き

「武蔵大和駅入口」停留所（駅前を右折し約150m、交差点の南側）
- 東大和市コミュニティバス「ちょこバス」（西武バス小平営業所受託）
  - 番号なし：上北台駅行き（内回り循環・外回り循環）

## 隣の駅
西武鉄道
 多摩湖線
■急行（多摩湖線内は各駅に停車）・■各駅停車
八坂駅 (ST05)  - （回田信号場） - 武蔵大和駅 (ST06)  - 多摩湖駅 (ST07)
当駅と八坂駅との間の回田信号場は、1.7kmにおよぶ複線区間となっている。